# Internet Speculative Fiction Database

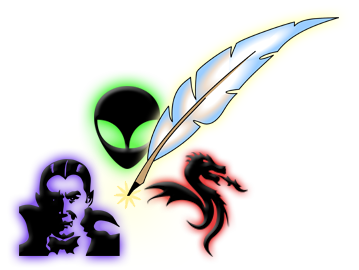
Diferentes logotipos da Internet Speculative Database.

A Internet Speculative Fiction Database (ISFDB) é um base de dados de informações bibliográficas sobre subgêneros da ficção especulativa, como ficção científica, fantasia e terror.

## Descrição
A ISFDB é um esforço voluntário de construção de uma base de dados e uma wiki aberta a edição e a contribuições de utilizadores. A base de dados e o código ISFDB estão disponíveis sob Licença da Creative Commons e existe suporte entre a Wikipédia e a ISFDB. Os dados são reutilizados por outras organizações, tais como a Freebase, sob a licença Creative Commons. Apesar de o ISFDB ser principalmente uma base de dados de pesquisa bibliográfica também contém dados biográficos de livros, autores, séries e editores que não cumprem as normas convencionais de destaque da Wikipédia.
A ISFDB possui indexação para autores, romances, contos, editores, prémios e revistas. Além disso, suporta os pseudónimo do autor, créditos para série, prémios, capas, ilustração, artista, editor e bibliografias. Um esforço contínuo é a verificação do conteúdo e das fontes bibliográficas secundárias, com o objectivo de fornecer maior exactidão dos dados e melhorar a cobertura da ficção especulativa a 100%. As estatísticas sobre a actual base de dados estão disponíveis on-line. A ISFDB foi a vencedora de 2005 do Wooden Rocket Award na categoria de Best Directory Site.
Em 1998, Cory Doctorow escreveu na revista Science Fiction Age: "O melhor guia completo para as coisas de ficção científica continua a ser a Internet Speculative Fiction Database"". Em abril de 2009, Zenkat escreveu na Freebase "... é amplamente considerada um das fontes de maior autoridade de literatura sobre Ficção Científica, Fantasia e Horror disponível na Internet".
Em maio de 2009 a Quantcast, estimou que a ISFDB era visitada por mais de 32 mil pessoas por mês.
As principais alternativas ao ISFDB para investigação sobre ficção especulativa incluem:
- Index to Science Fiction Anthologies and Collections,[9] publicada por William G. Contento. Este site cataloga antologias relacionadas a colecções publicadas antes de 1984.
- The Locus Index to Science Fiction,[10] publicada por William G. Contento. Este site cataloga revistas, romances, antologias e colecções publicadas a partir de 1984.
- The Locus Index to Science Fiction Awards,[11] publicada por Mark R. Kelly.

## História
Várias bibliografias de autores de ficção especulativa foram colocadas nos newsgroup da Usenet rec.arts.sf.written entre 1984 e 1994 por Jerry Boyajian, Gregory J. E. Rawlins e John Wenn. Um formato de padrão mais ou menos bibliográfico foi desenvolvido para esses comentários. Muitas destas bibliografias ainda podem ser encontradas no The Science Fiction Archive Linköping. Em 1993, uma base de dados pesquisável sobre informação de prémios foi desenvolvida por Al von Ruff. Em 1994, John R. R. Leavitt  criou a Speculative Fiction Clearing House (SFCH). Em finais de 1994, ele pediu ajuda sobre a forma de apresentar e exibir informações sobre prêmios e Vonn Ruff ofereceu as ferramentas da sua base de dados. Leavitt recusou, porque ele queria um código que pudesse interagir com outros aspectos do site. Em 1995, Al von Ruff e Ahasuerus (um autor prolífico da rec.arts.sf.written) começaram a construir a ISFDB, com base na experiência com a SFCH e o formato bibliográfico finalizado por John Wenn. A ISFDB foi lançada em setembro de 1995 e uma URL foi publicada em janeiro de 1996.
A ISDFB foi instalada em um ISP de Champaign, Illinois, mas sofreu com os recursos limitados de espaço em disco e suportes de base de dados, o que limitou o seu crescimento. Em outubro de 1997 mudou-se para o SF Site. Devido ao aumento dos custos de permanecer na SF Site, a ISFDB mudou-se para o seu próprio domínio, em dezembro de 2002. O site foi rapidamente encerrado pelo provedor devido à elevada utilização de recursos.
Em março de 2003, depois de ter ficado offline desde Janeiro, a ISFDB começou a ser organizada pela “The Cushing Library Science Fiction and Fantasy Research Collection and Institute for Scientific Computation” da Texas A&M University.
Em 2007, depois de problemas com os recursos fornecidos pela Texas A&M, a ISFDB tornou-se independente passando a hospedar-se em servidor próprio.
A ISFDB foi originalmente editada por um número limitado de pessoas, principalmente Al von Ruff e Ahasuerus. No entanto, em 2006, a edição foi aberta ao público em geral, passando a ser uma base de dados de conteúdo aberto. As alterações de conteúdo tem que ser aprovada por um número limitado de moderadores, em uma tentativa de proteger a precisão do conteúdo.
A partir de 27 de fevereiro de 2005 tanto o código fonte como o conteúdo da ISFDB passou a estar licenciado sob a Licença da Creative Commons.